# Sihltal Zürich Uetliberg Bahn
De Sihltal Zürich Uetliberg Bahn is een Zwitserse spoorwegonderneming in kanton Zürich.

## Geschiedenis
De Sihltal Zürich Uetliberg Bahn ontstond op 1 januari 1973 door een fusie tussen Uetlibergbahn (UeB) en Sihltalbahn (SiTB).

## Aandelen
De aandelen van Sihltal Zürich Uetliberg Bahn (SZU) zijn als volgt ondergabracht:
- Stadt Zürich: 32,6%
- Bund: 27,8%
- Kanton Zürich:t 23,8%
- de vijf Anrainergemeinden Adliswil, Langnau am Albis, Horgen, Thalwil en Uitikon gezamenlijk bezit: 6,8%
- niet op naam: 9,0%

## Trajecten
- Sihltalbahn (SZU), spoorlijn tussen Zürich HB en Sihlbrugg
- Uetlibergbahn (SZU), spoorlijn tussen Zürich HB en Uetliberg

## Rollend materieel
| Sihltalbahn | Uetlibergbahn |
| --- | --- |
| Elektrische locomotieven - Re 456 542–545 (1993) - Re 456 546–547 (1987) - Re 456 551–552, ex SBB (DPZ) Stuurstandrijtuigen - Bt 951–952, ex SBB (DPZ) - Bt 971–973 (1976) - Bt 984–987 (1986) (Typ NPZ BT) Rijtuigen - B 231–232, ex SBB B (DPZ) - B 241–242, ex SBB AB (DPZ) - BD 281–285 (1990) (Typ NPZ BT) - B 271–276 (1992) (Typ DPZ SBB) | Treinstellen - Be 556 531–532 (1978) - Be 556 521–528 (1992) - Be 510 001–005 (2013) Rijtuigen - B 221–224 (2003) |
| Rangeerlocomotieven - Em 3/3 836 506 «Leu» (1962) Tractoren - Tm 2/2 236 507 «Mutz» (1961), ex Gaswerk Bern - Tm 3/3 236 508 «Robel» (1994) | |

## Afbeeldingen

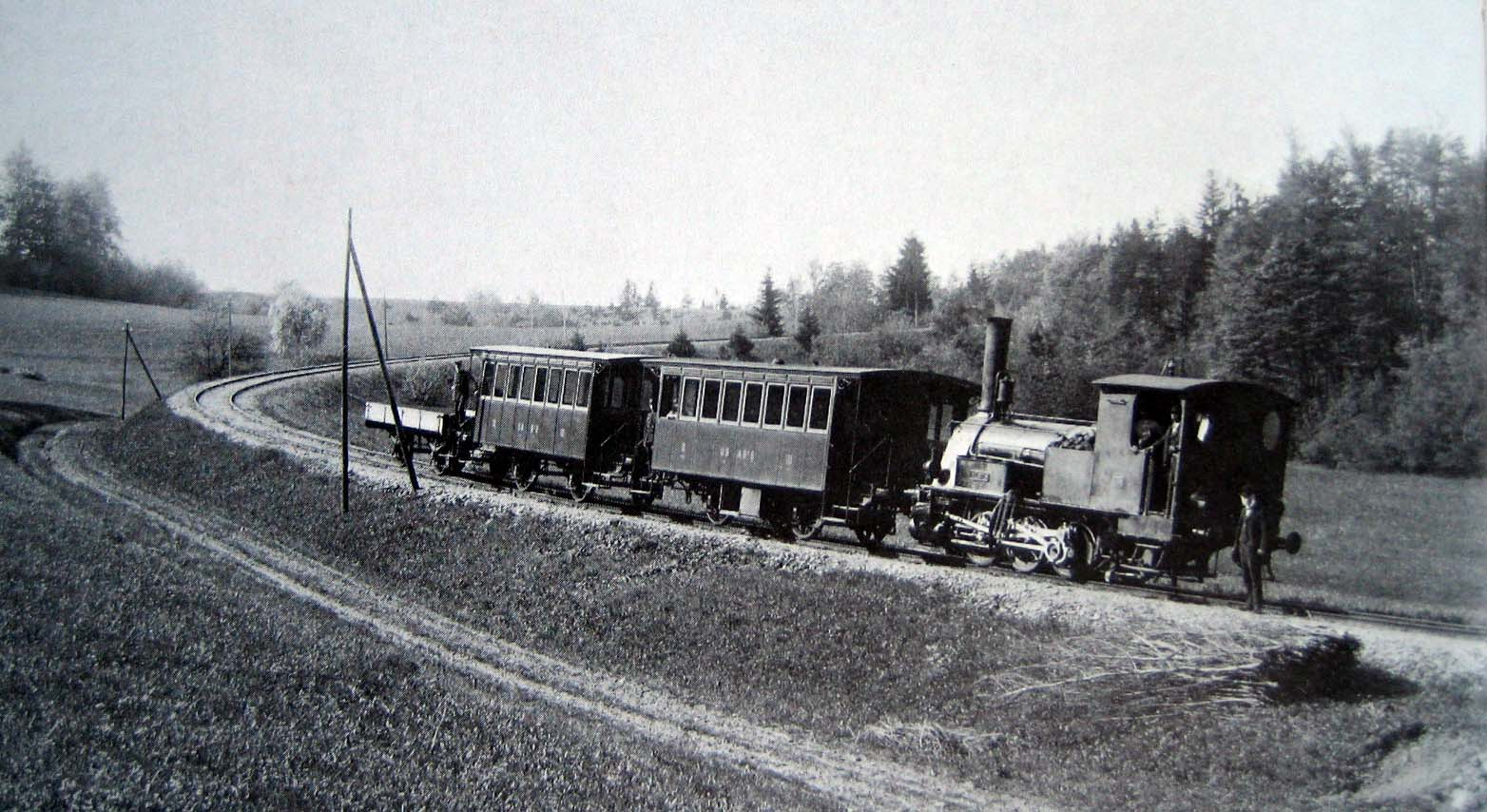
Üetlibergbahn, ca. 1910
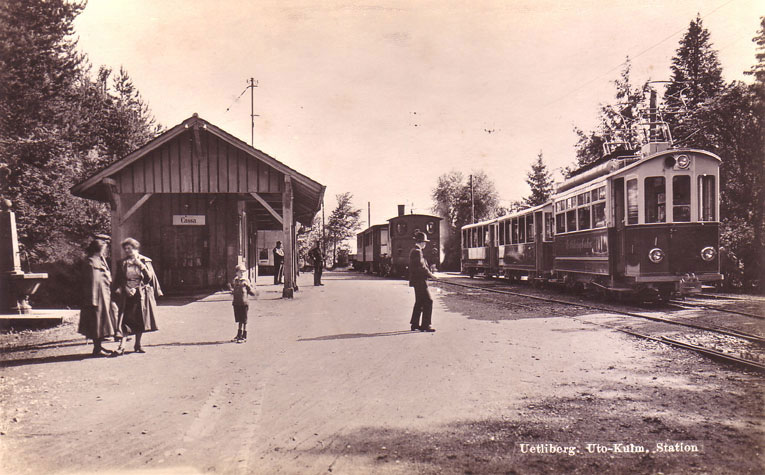
Station Uetliberg, ca. 1925
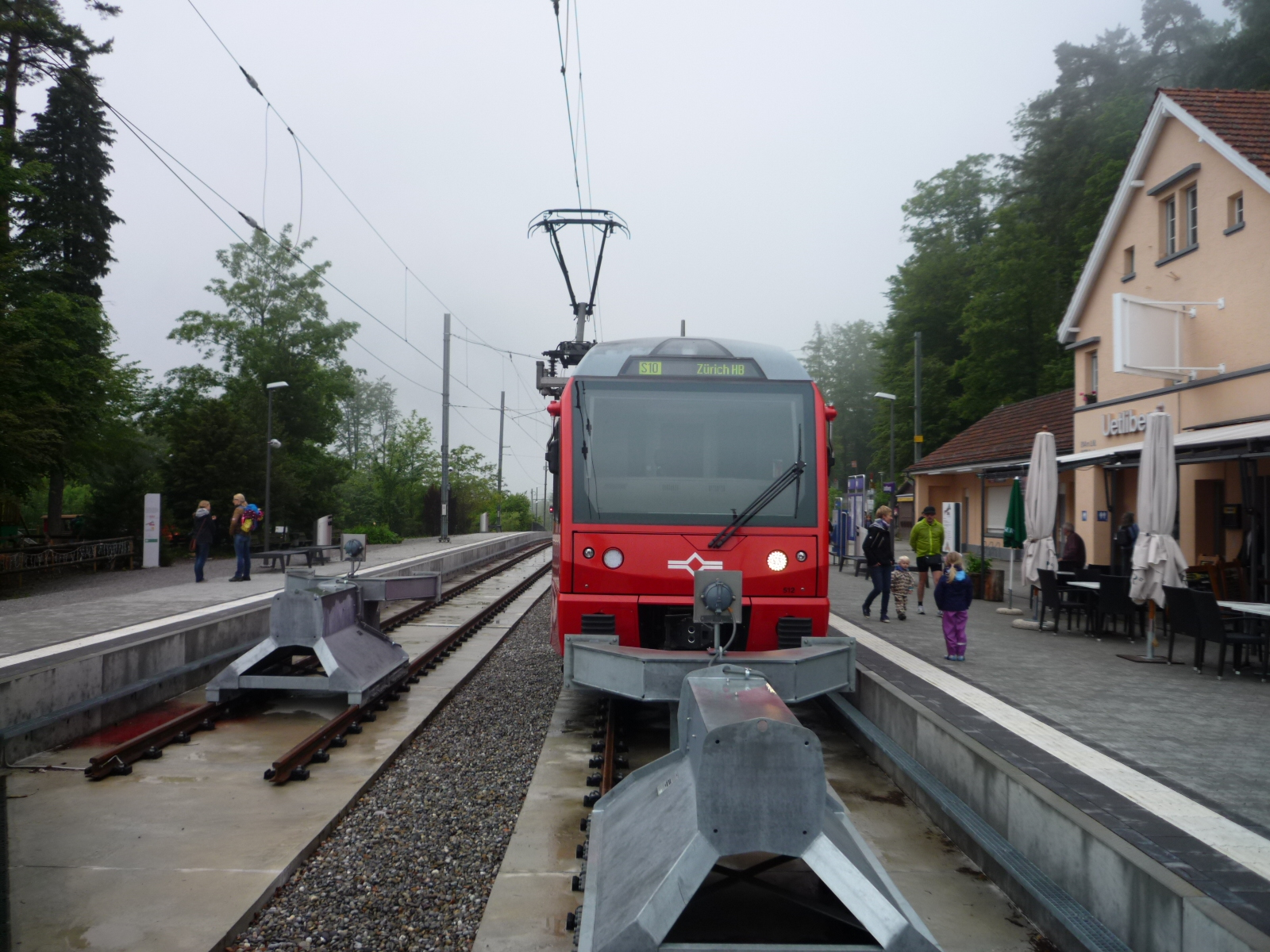
Station Uetliberg, 2014
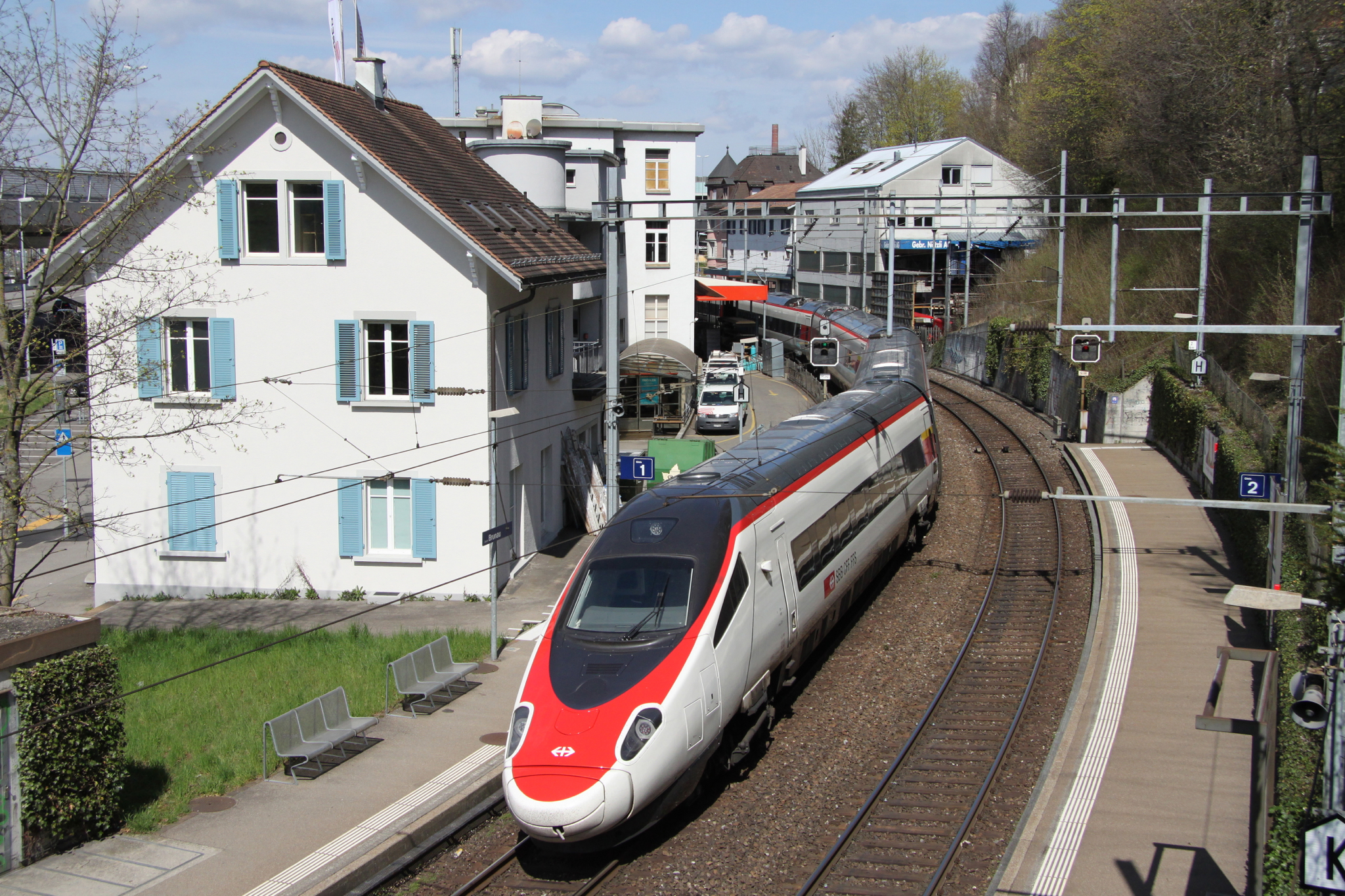
Station Zürich Brunau met passerende RABe 503 Pendolino
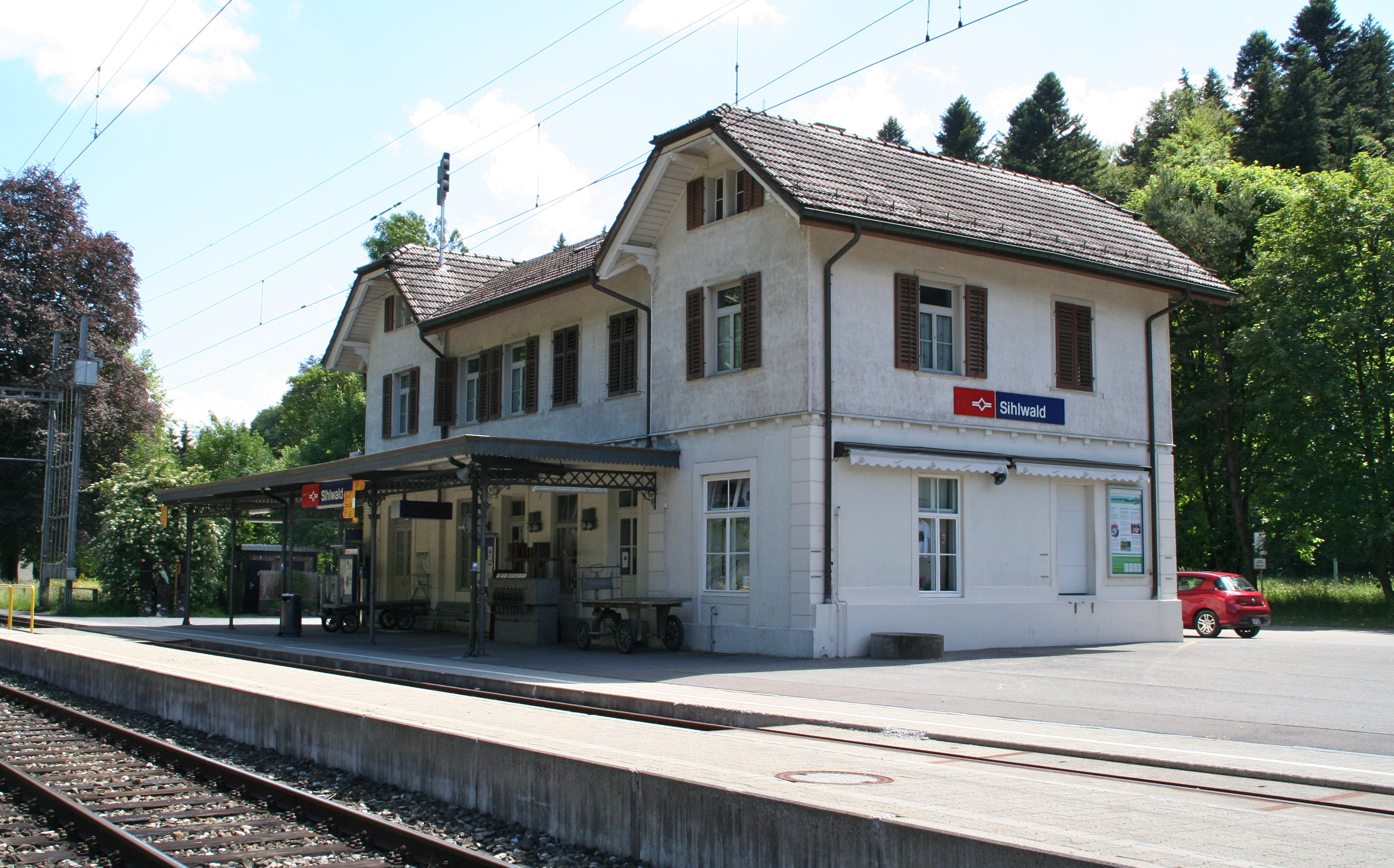
Station Sihlwald
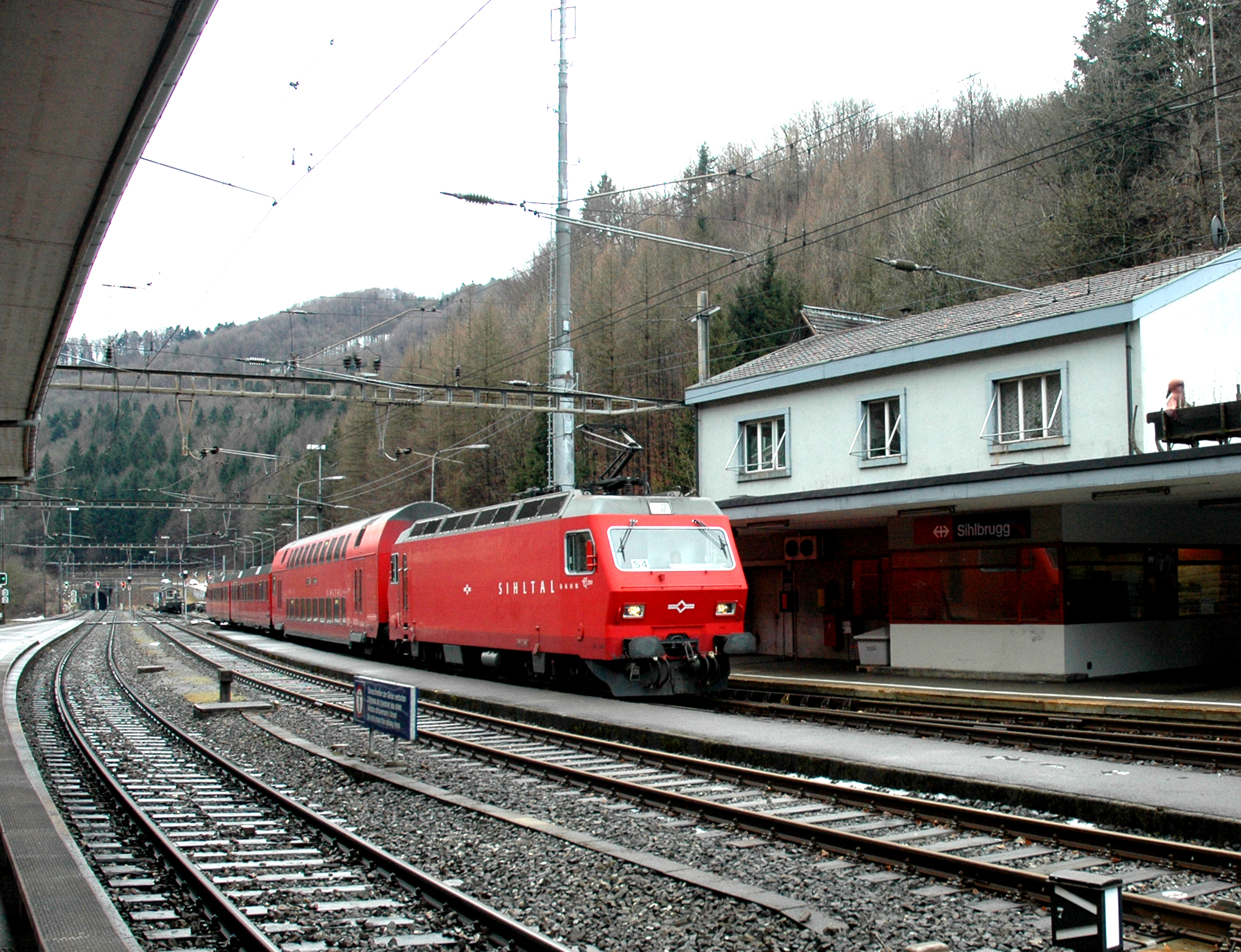
Station Sihlbrugg